# Bartha Dávid
Bartha Dávid (1994. április 1. –) magyar sprinter, főszámai a 200 m és a 400 m. Edzői Scheidler Géza és Csábrák János.
A 2011-es ifjúsági vb-n, a franciaországi Lilleben, Bartha 40. időt futott 200 méteren.
A 2012. június 16-17-én Szekszárdon megrendezett Atlétikai Magyar Bajnokságon (18 évesen) 200 m-en 3. és 400 m-en 4. lett.
400 m-en mutatott teljesítménye miatt részt vehetett a 2012. június 27. - július 1. között Helsinkiben megrendezett atlétikai Európa-bajnokságon a 4 × 400 m-es magyar váltó tagjaként, ahol a 14. helyet szerezték meg.
2012-ben háromszor futotta meg a Junior atlétikai világbajnokság szintidejét 400 m-en, amivel indulási jogot szerzett a 2012 július 10-15 között Barcelonában megrendezésre került versenyre. Itt 400 m-en 48,32-es idővel 43. lett.

## Egyéni rekordjai
| Versenyszám    | Idő   | Szélsebesség | Helyszín  | Dátum             |
| -------------- | ----- | ------------ | --------- | ----------------- |
| 200 m          | 21,53 |              | Szekszárd | 2012. június 17.  |
| 200 m (fedett) | 22,43 |              | Bécs      | 2012. január 31.  |
| 400 m          | 47,70 |              | Szekszárd | 2012. július 16.  |
| 400 m (fedett) | 48,57 |              | Budapest  | 2013. február 23. |

## Díjai, elismerései
- Tolna Megye Legsikeresebb Ifjúsági Atlétája (2011)
- Tolna Megye Talentuma Díj (2012)[6][7]